# Biczowanie Chrystusa (fresk Giotta)
Biczowanie Chrystusa – fresk autorstwa Giotto di Bondone namalowany ok. 1305 roku dla kaplicy Scrovegnich w Padwie.
Jeden z 40 fresków namalowanych przez Giotta w kaplicy Scrovegnich należący do cyklu scen przedstawiających życie Joachima i Anny, Marii oraz Chrystusa.
Motyw biczowania Chrystusa pochodzi z Nowego Testamentu i został opisany przez trzy ewangelie: Mateusza, Marka i Jana. Epizod przedstawiany był również pod innymi nazwami – Koronowanie cierniem lub Naigrywanie. Opisywane wydarzenia rozegrały się w poranek Wielkiego Piątku, już po skazaniu Jezusa przez Piłata. Wielu malarzy ten etap Męki Pańskiej przedstawiało w formie cyklu lub wybierało poszczególne epizody.
Giotto w swoim fresku umieścił wszystkie epizody: cierniem koronowanie (z lewej strony wykonuje to postać w fioletowej szacie), chłostanie i wyśmiewanie (śmiejące się postacie stoją przed Chrystusem). Sama postać Jezusa została przedstawiona w bardzo majestatyczny sposób: jest odziana w złotą, bogatą szatę, a z twarzy emanuje spokój. Po prawej stronie stoi Piłat w czerwonej szacie i wskazuje na rozgrywającą się scenę, prowadząc dialog z kapłanami. Pomiędzy nim a Chrystusem malarz umieścił czarnoskórego oprawcę, który okłada kijem Zbawiciela. Jak zauważył włoski historyk sztuki Roberto Salvini, postać murzyna jest uderzająco podobna do czarnoskórego na późniejszym obrazie Maneta Olimpia